# Skålkrös
Skålkrös (Ditiola peziziformis) är en svampart som först beskrevs av Joseph-Henri Léveillé, och fick sitt nu gällande namn av Derek Reid 1974. Ditiola peziziformis ingår i släktet Ditiola och familjen Dacrymycetaceae.   Inga underarter finns listade i Catalogue of Life.
I den svenska databasen Dyntaxa används istället namnet Femsjonia peziziformis för samma taxon.  Arten är reproducerande i Sverige.

## Bildgalleri

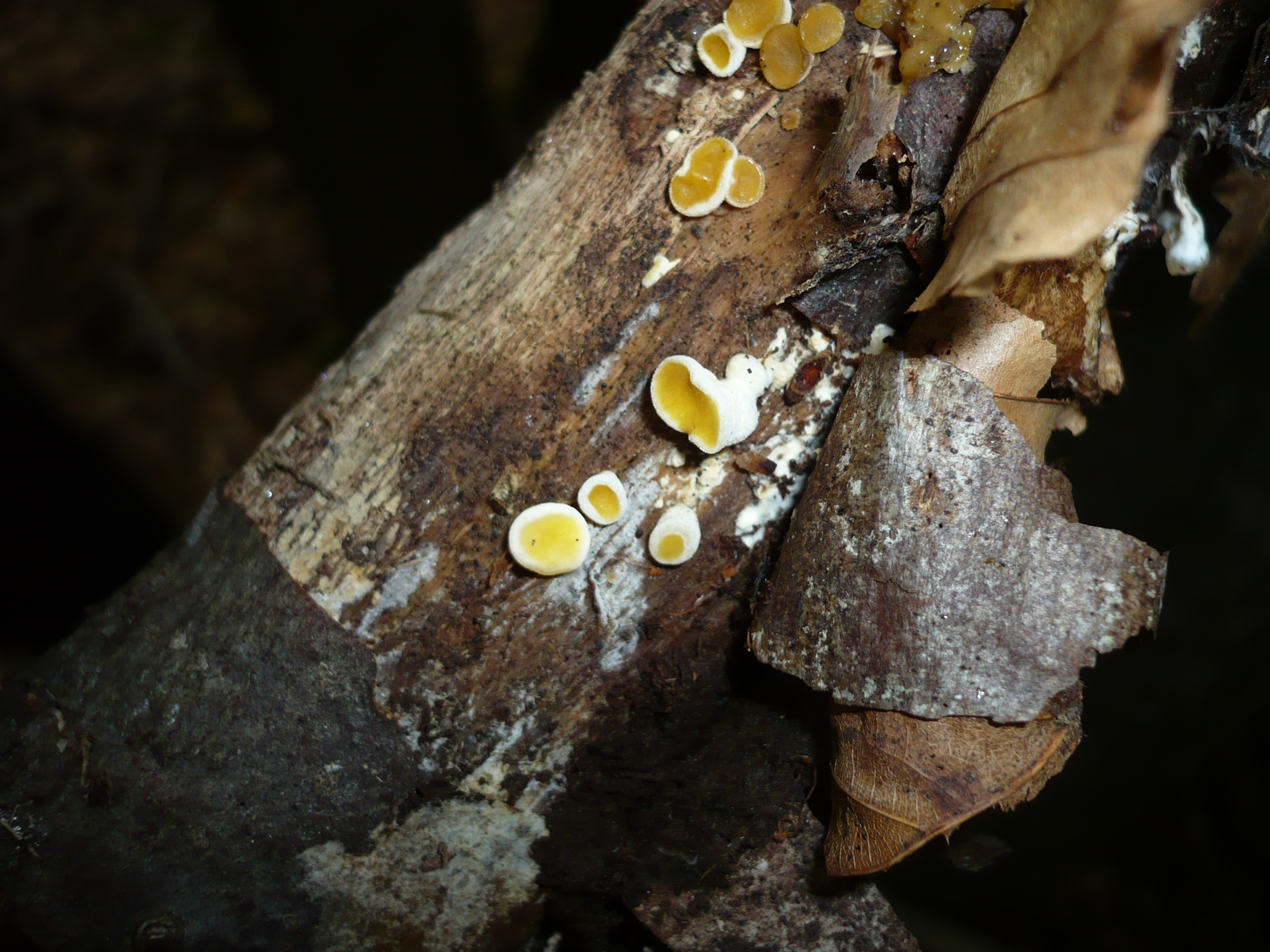